# John Beaumont, 4. Baron Beaumont

Wappen der Beaumonts

John de Beaumont, 4. Baron Beaumont KG (* 1361; † 9. September 1396 in Stirling) war ein englischer Adliger. Bereits im Alter von acht Jahren erbte er nach dem frühen Tod seines Vaters den Titel. Er war mit Catherine Evrigham verheiratet.

## Karriere
Er diente schon früh am Hof und im militärischen Gefolge König Eduards III. und wurde bereits am 23. April 1377 zum Ritter geschlagen. Dann nahm er in der ersten Phase des Hundertjährigen Krieges am Feldzug gegen Frankreich und gegen die Anhänger des Papstes Clemens VII. teil. 1389 wurde er vom König in den Privy Council berufen und zum Warden of the Western Marches an der Grenze zu Schottland ernannt. Außerdem wurde ihm zusätzlich das Amt des Admirals of the North übertragen. Noch im selben Jahr wurde er Constable of Dover Castle und vom 13. November 1393 bis zu seinem Ableben Lord Warden of the Cinque Ports. Er erhielt das Writ of Summons zur Teilnahme an den Parlamentssitzungen vom 20. August 1383 bis zum 13. November 1393. Ebenfalls 1393 verlieh ihm König Richard II. den Hosenbandorden. Im Oktober 1395 war er Mitglied der englischen Gesandtschaft nach Frankreich, die für Richard II. um die Hand der Prinzessin Isabel anhalten sollte.

## Nachkommen
Mit seiner Frau Katherine Everingham hatte Beaumont sechs Kinder.
- Elizabeth Beaumont († 20. Juli 1415)
- Richard Beaumont
- Eleanor Beaumont
- Margaret Beaumont
- Henry Beaumont, 5. Baron Beaumont (* um 1380; † Juni 1413)
- Thomas Beaumont, Seigneur de Basqueville (* nach 1381; † 1457)